# 87 pr. n. št.
87 pr. n. št. je bilo leto predjulijanskega rimskega koledarja.
Oznaka 87 pr. Kr. oz. 87 AC (Ante Christum, »pred Kristusom«), zdaj posodobljeno v 87 pr. n. št., se uporablja od srednjega veka, ko se je uveljavilo številčenje po sistemu Anno Domini.

## Smrti
- Han Vudi, cesar dinastije Han
- Apolodor iz Artemite, grški pisec
- Gaj Atilij Seran, rimski konzul and senator
- Gaj Julij Cezar Strabon, rimski politik
- Gnej Pompej Strabon (* 135 pr. n. št.), rimski general in politik
- Gotarzes I, vladar (šah) Partskega cesarstva
- Lucij Kornelij Merula, rimski politik in duhovnik
- Lucij Julij Cezar, rimski konzul
- Mark Antonij Orator, rimski konzul
- Publij Licinij Kras, rimski konzul in cenzor
- Kvint Anharij, rimski politik